# Гаитийская аратинга
Гаитийская аратинга (лат. Psittacara chloroptera) — птица семейства попугаевых.

## Внешний вид
Длина — от 30 до 33 см, вес — от 144 до 147 граммов. Представители обеих полов визуально схожи друг с другом. Оперение взрослых особей — преимущественно зелёное с жёлтым отенком в нижней части тела. У некоторых птиц есть красные пятна на голове. Изгиб и край крыла, крайние нижние кроющие перья — красные. Вокруг глаз — голая белая кожица. У юных особей мало или нет красных перьев на крыле.

## Распространение
Обитают на островах Гаити и Пуэрто-Рико.

## Образ жизни
Населяют субтропические и тропические леса, пашни.

## Угрозы и защита
Находится под угрозой исчезновения из-за потери естественной среды обитания.